# Foyavé
Foyavé est une localité du Cameroun située dans le département du Haut-Nkam et la Région de l'Ouest. C'est un village  bamiléké qui fait partie de l'arrondissement de Banwa.
Lors du recensement de 2005, le village Foyave comptais 83 habitants. Foyavé est un village de 3e degré de l'arrondissement de Banwa.

## Population
Lors du recensement de 2005, le village Foyave comptait 83 habitants.